# Nikolai-Palast
Der Nikolai-Palast, auch Nikolaewski-Palast (russisch Николаевский дворец) ist einer von mehreren Palästen im klassizistischen Stil in Sankt Petersburg.
Der Palast wurde 1855 von den russischen Zaren Nikolaus I. in Auftrag gegeben und von Andrei Stackenschneider, dem berühmtesten Architekten Russlands jener Zeit, entworfen. Der Palast war ein Hochzeitsgeschenk für seinen Sohn Großfürst Nikolai Romanow und dessen Braut Prinzessin Alexandra von Oldenburg. Nach der Geburt ihres zweiten Kindes (1864) war die Ehe zerrüttet und ihr Mann nahm sich eine Mätresse, die Ballerina Jekaterina Tschislowa. In deren Stadtpalast bewohnten die Eheleute verschiedene Flügel, so dass sie sich kaum sahen. Während des Russischen Bürgerkriegs (1917–1920) wurde der Nikolai-Palast als militärisches Hauptquartier genutzt. In den 1920er Jahren gehörte das Gebäude einer Hochschule für Landwirtschaft, danach wurde es in ein Museum umfunktioniert. Während der Belagerung von Leningrad im Zweiten Weltkrieg wurde der Palast infolge schwerer deutscher Bombenangriffe auf die Stadt massiv beschädigt und gegen Ende der 1940er Jahre wieder restauriert.

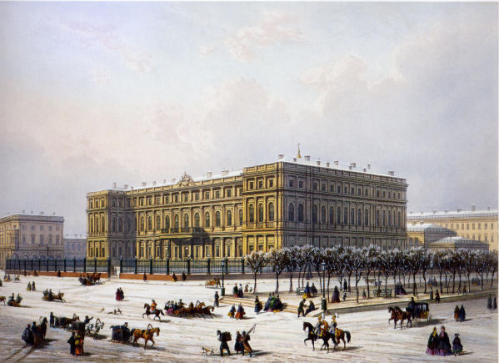
Nikolaus-Palast um 1861
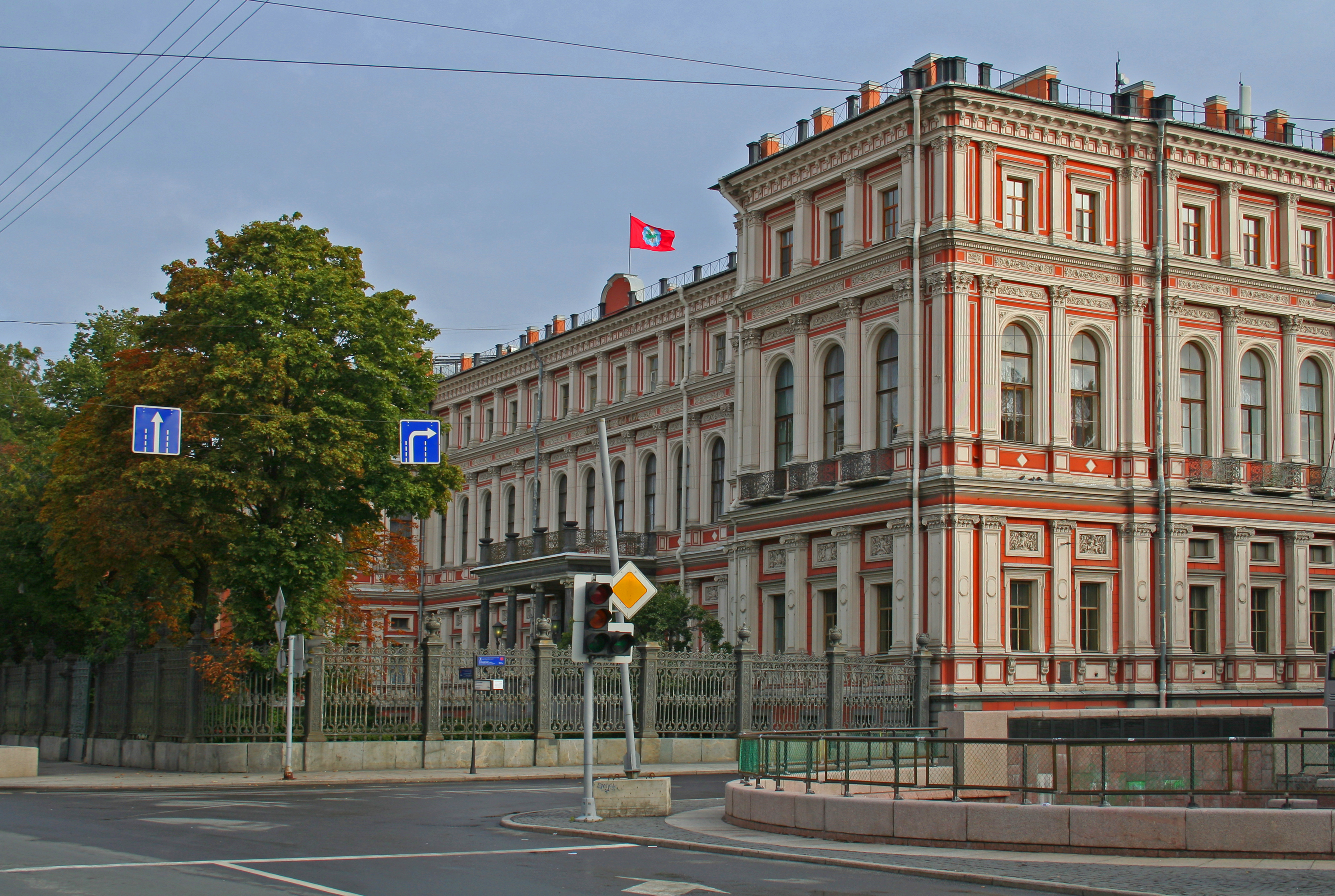
Seitenansicht, 2010
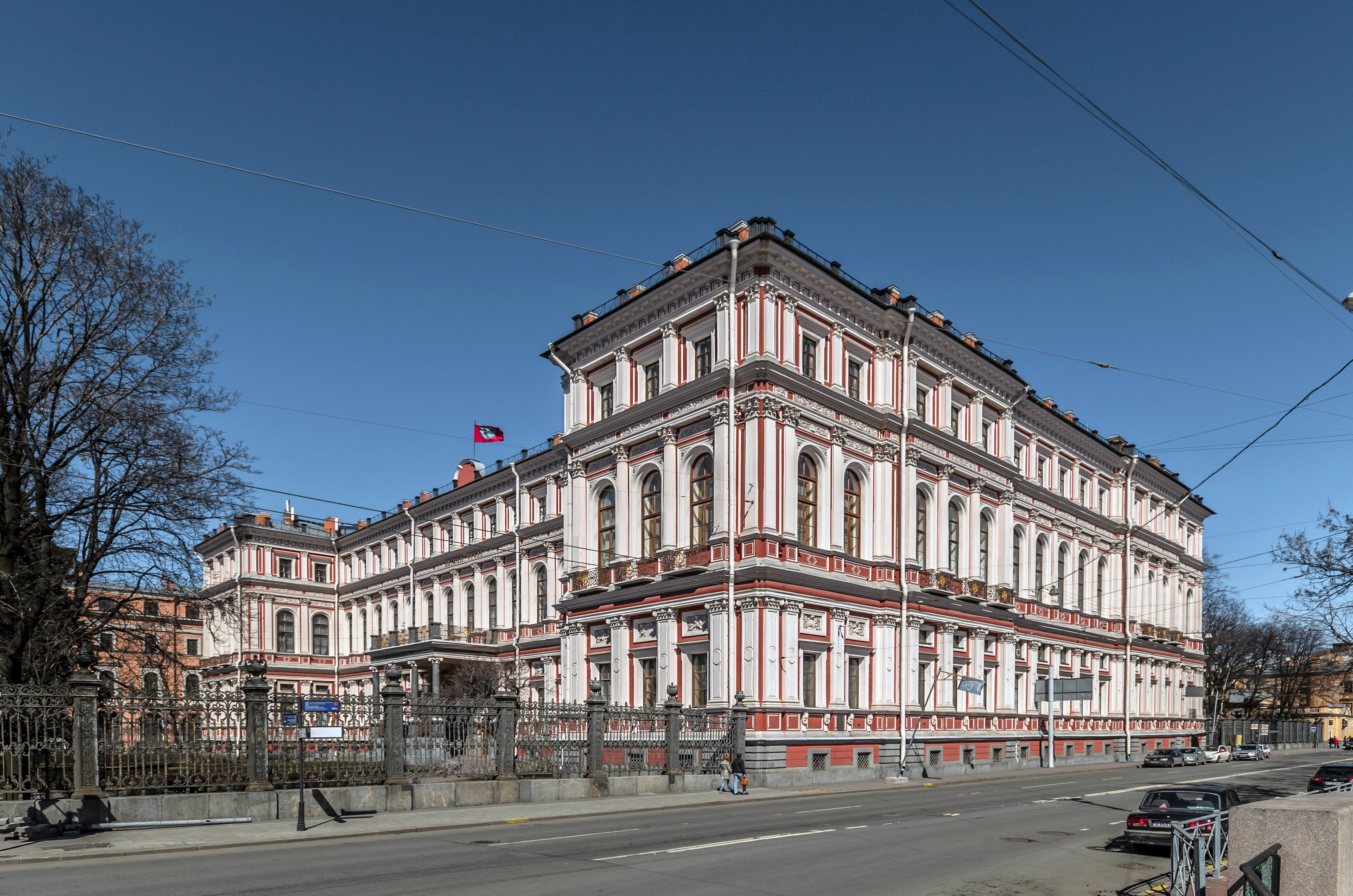
Gesamtansicht, 2013